# IHL 1981/82
Die Saison 1981/82 war die 37. reguläre Saison der International Hockey League. Während der regulären Saison bestritten die sieben Teams jeweils 82 Spiele. In den Play-offs setzten sich die Toledo Goaldiggers durch und gewannen den dritten Turner Cup in ihrer Vereinsgeschichte.

## Teamänderungen
Folgende Änderungen wurden vor Beginn der Saison vorgenommen:
- Die Port Huron Flags stellten den Spielbetrieb ein.

## Reguläre Saison

### Abschlusstabelle
Abkürzungen: GP = Spiele, W = Siege, L = Niederlagen, T = Unentschieden, OTL = Niederlage nach Overtime, GF = Erzielte Tore, GA = Gegentore, Pts = Punkte
|                    | GP | W  | L  | T | GF  | GA  | Pts |
| ------------------ | -- | -- | -- | - | --- | --- | --- |
| Toledo Goaldiggers | 82 | 53 | 25 | 4 | 407 | 320 | 111 |
| Milwaukee Admirals | 82 | 41 | 34 | 7 | 385 | 351 | 91  |
| Kalamazoo Wings    | 82 | 41 | 36 | 5 | 355 | 333 | 89  |
| Fort Wayne Komets  | 82 | 35 | 41 | 6 | 368 | 375 | 81  |
| Saginaw Gears      | 82 | 36 | 38 | 8 | 401 | 402 | 80  |
| Flint Generals     | 82 | 32 | 45 | 5 | 310 | 352 | 74  |
| Muskegon Mohawks   | 82 | 30 | 49 | 3 | 319 | 411 | 64  |

## Turner-Cup-Playoffs
Die sechs Play-off-Qualifikanten spielten in der ersten Runde drei Teilnehmer für das Halbfinale aus. Die drei Mannschaften ermittelten dann in einer Gruppenphase mit Hin- und Rückspielen die beiden Finalteilnehmer.
| Turner-Cup-Viertelfinale | Turner-Cup-Viertelfinale | Turner-Cup-Viertelfinale |                    |                    | Turner-Cup-Halbfinale | Turner-Cup-Halbfinale | Turner-Cup-Halbfinale |  |  | Turner-Cup-Finale | Turner-Cup-Finale | Turner-Cup-Finale |
|                          |                          |                          |                    |                    |                       |                       |                       |  |  |                   |                   |                   |
| 1                        | Toledo Goaldiggers       | 4                        |                    |                    |                       |                       |                       |  |  |                   |                   |                   |
| 6                        | Flint Generals           | 0                        |                    |                    |                       |                       |                       |  |  |                   |                   |                   |
| 6                        | Flint Generals           | 0                        | 1                  | Toledo Goaldiggers |                       |                       |                       |  |  |                   |                   |                   |
|                          |                          |                          | 1                  | Toledo Goaldiggers |                       |                       |                       |  |  |                   |                   |                   |
|                          |                          |                          |                    |                    |                       |                       |                       |  |  |                   |                   |                   |
|                          |                          |                          |                    |                    |                       |                       |                       |  |  |                   |                   |                   |
|                          |                          |                          |                    |                    |                       |                       |                       |  |  |                   |                   |                   |
|                          |                          |                          |                    |                    |                       |                       |                       |  |  |                   |                   |                   |
| 1                        | Toledo Goaldiggers       | 4                        |                    |                    |                       |                       |                       |  |  |                   |                   |                   |
| 1                        | Toledo Goaldiggers       | 4                        |                    |                    |                       |                       |                       |  |  |                   |                   |                   |
|                          | 5                        | Saginaw Gears            | 1                  |                    |                       |                       |                       |  |  |                   |                   |                   |
| 3                        | 5                        | Saginaw Gears            | 1                  | Kalamazoo Wings    | 1                     |                       |                       |  |  |                   |                   |                   |
| 3                        |                          |                          |                    | Kalamazoo Wings    | 1                     |                       |                       |  |  |                   |                   |                   |
| 4                        | Fort Wayne Komets        | 4                        |                    |                    |                       |                       |                       |  |  |                   |                   |                   |
| 4                        | Fort Wayne Komets        | 4                        | 4                  | Fort Wayne Komets  |                       |                       |                       |  |  |                   |                   |                   |
|                          |                          |                          | 4                  | Fort Wayne Komets  |                       |                       |                       |  |  |                   |                   |                   |
|                          | 5                        | Saginaw Gears            |                    |                    |                       |                       |                       |  |  |                   |                   |                   |
| 2                        | 5                        | Saginaw Gears            | Milwaukee Admirals | 1                  |                       |                       |                       |  |  |                   |                   |                   |
| 2                        |                          |                          |                    | 1                  |                       |                       |                       |  |  |                   |                   |                   |
| 5                        | Saginaw Gears            | 4                        |                    |                    |                       |                       |                       |  |  |                   |                   |                   |

Halbfinale
Abkürzungen: GP = Spiele, W = Siege, L = Niederlagen, GF = Erzielte Tore, GA = Gegentore, Pts = Punkte
|                    | GP | W | L | GF | GA | Pts |
| ------------------ | -- | - | - | -- | -- | --- |
| Saginaw Gears      | 4  | 3 | 1 | 22 | 16 | 6   |
| Toledo Goaldiggers | 4  | 2 | 2 | 21 | 20 | 4   |
| Fort Wayne Komets  | 4  | 1 | 3 | 15 | 22 | 2   |

## Vergebene Trophäen

### Mannschaftstrophäen
| Auszeichnung                                          | Team               |
| ----------------------------------------------------- | ------------------ |
| Turner Cup Gewinner der IHL-Playoffs                  | Toledo Goaldiggers |
| Fred A. Huber Trophy Bestes Team der regulären Saison | Toledo Goaldiggers |

### Individuelle Trophäen
| Auszeichnung                                                       | Spieler        | Team               |
| ------------------------------------------------------------------ | -------------- | ------------------ |
| James Gatschene Memorial Trophy MVP der regulären Saison           | Brent Jarrett  | Kalamazoo Wings    |
| Leo P. Lamoureux Memorial Trophy Bester Scorer                     | Brent Jarrett  | Kalamazoo Wings    |
| Governor’s Trophy Bester Verteidiger                               | Don Waddell    | Saginaw Gears      |
| James Norris Memorial Trophy Torhüter mit den wenigsten Gegentoren | Lorne Molleken | Toledo Goaldiggers |
| James Norris Memorial Trophy Torhüter mit den wenigsten Gegentoren | Dave Tardich   | Toledo Goaldiggers |
| Garry F. Longman Memorial Trophy Bester Rookie                     | Scott Howson   | Toledo Goaldiggers |
| Ken McKenzie Trophy Bester US-amerikanischer Rookie                | Steve Salvucci | Saginaw Gears      |